# Anarchy (álbum de Chumbawamba)
Anarchy es un álbum de estudio de la banda británica Chumbawamba, lanzado en 1994 por One Little Indian y London Records. Muchos de los temas hablan de problemas sociales, como la homofobia, las huelgas o el fascismo. 
Su explícita portada, que muestra la cabeza de un bebé saliendo de una vagina, causó que algunas tiendas retirasen el álbum de la venta.

## Lista de canciones
Todas las letras escritas por Chumbawamba.
| N.º | Título                           | Escritor(es)            | Duración |  |
| 1.  | «Give the Anarchist a Cigarette» |                         | 4:07     |  |
| 2.  | «Timebomb»                       |                         | 3:40     |  |
| 3.  | «Homophobia»                     |                         | 2:31     |  |
| 4.  | «On Being Pushed»                |                         | 0:31     |  |
| 5.  | «Heaven/Hell»                    |                         | 2:26     |  |
| 6.  | «Love Me»                        |                         | 3:51     |  |
| 7.  | «Georgina»                       |                         | 2:26     |  |
| 8.  | «Doh!»                           |                         | 0:20     |  |
| 9.  | «Blackpool Rock»                 |                         | 0:28     |  |
| 10. | «This Year's Thing»              |                         | 4:04     |  |
| 11. | «Mouthful of Shit»               |                         | 3:45     |  |
| 12. | «Never Do What You Are Told»     |                         | 1:22     |  |
| 13. | «Bad Dog»                        |                         | 4:31     |  |
| 14. | «Enough is Enough»               | Chumbawamba y MC Fusion | 4:34     |  |
| 15. | «Rage»                           |                         | 2:50     |  |

## Detalles de las canciones
- «Give The Anarchist A Cigarette» es una canción sobre Bob Dylan. El título viene de una escena del documental Dont Look Back, donde el mánager de Dylan, Albert Grossman, le dice a Dylan «ahora te están llamando anarquista» a lo que Dylan responde «dale un cigarrillo al anarquista».[2]
- La línea «give the fascist man a gunshot» de «Enough is Enough» fue referenciado por Asian Dub Foundation en su canción «TH9».
- La letra de «Georgina» hace referencia a la película de Peter Greenaway The Cook, the Thief, His Wife & Her Lover.